# Maria Salviati
Maria Salviati, född 17 juli 1499 i Florens, död 12 december 1543, var en italiensk adelskvinna. Hon var mor till Cosimo I de' Medici och politiskt verksam; bland annat medverkade hon genom sitt inflytande till att hennes son valdes till hertig i Florens år 1537. 